# Álvaro Galán
Álvaro Galán Floría (Madrid, 14 de mayo de 1977) es un deportista español que compitió en bochas adaptadas. Ganó una medalla de plata en los Juegos Paralímpicos de Sídney 2000 en la prueba de equipo mixto (clase BC1-BC2).

## Palmarés internacional
| Juegos Paralímpicos | Juegos Paralímpicos | Juegos Paralímpicos | Juegos Paralímpicos  |
| Año                 | Lugar               | Medalla             | Prueba               |
| ------------------- | ------------------- | ------------------- | -------------------- |
| 2000                | Sídney (Australia)  | Medalla de plata    | Equipo BC1-BC2 mixto |